# Galva (Illinois)
Pour les articles homonymes, voir Galva.
Galva est une ville du comté de Henry, dans l'Illinois, aux États-Unis. Son nom provient de la ville suédoise de Gävle.

## Source
- (en) Cet article est partiellement ou en totalité issu de l’article de Wikipédia en anglais intitulé « Galva, Illinois » (voir la liste des auteurs).